# Лінійний корабель «Слава Катерини» (срібна монета)
«Ліні́йний корабе́ль „Сла́ва Катери́ни“» — срібна пам'ятна монета номіналом 10 гривень, випущена Національним банком України. Присвячена 230-річчю спуску на воду зі стапелів Херсонської адміралтейської верфі флагмана Чорноморського флоту — 66-гарматного лінійного корабля «Слава Катерини». За період діяльності Херсонського адміралтейства, яке було одним з основних центрів суднобудування на півдні Росії з 1778 до 1827 року, з його стапелів зійшли 34 лінійних кораблі та 16 фрегатів.
Монету введено в обіг 18 грудня 2013. Вона належить до серії Морська історія України

## Опис та характеристики монети
| Номінал грн. | Метал            | Маса, грам   | Діаметр, мм. | Якість виготовлення       | Гурт                           | Тираж, штук |
| ------------ | ---------------- | ------------ | ------------ | ------------------------- | ------------------------------ | ----------- |
| 10           | срібло 925 проби | 31,1 / 33,62 | 38,6         | спеціальний анциркулейтед | гладкий із заглибленим написом | 5 000       |

### Аверс
На аверсі монети розміщено: угорі малий Державний Герб України та напис півколом «НАЦІОНАЛЬНИЙ БАНК УКРАЇНИ», у центрі зображено розу вітрів як символ морських мандрів, праворуч і ліворуч від якої стилізований рослинний орнамент та вітрильники, між якими рік карбування монети — «2013»; унизу на дзеркальному тлі — номінал «10/ГРИВЕНЬ».

### Реверс
На реверсі монети на дзеркальному тлі зображено корабель під вітрилами, ліворуч півколом розміщено напис «СЛАВА КАТЕРИНИ»/«ЛІНІЙНИЙ КОРАБЕЛЬ».

## Автори
- Художники:

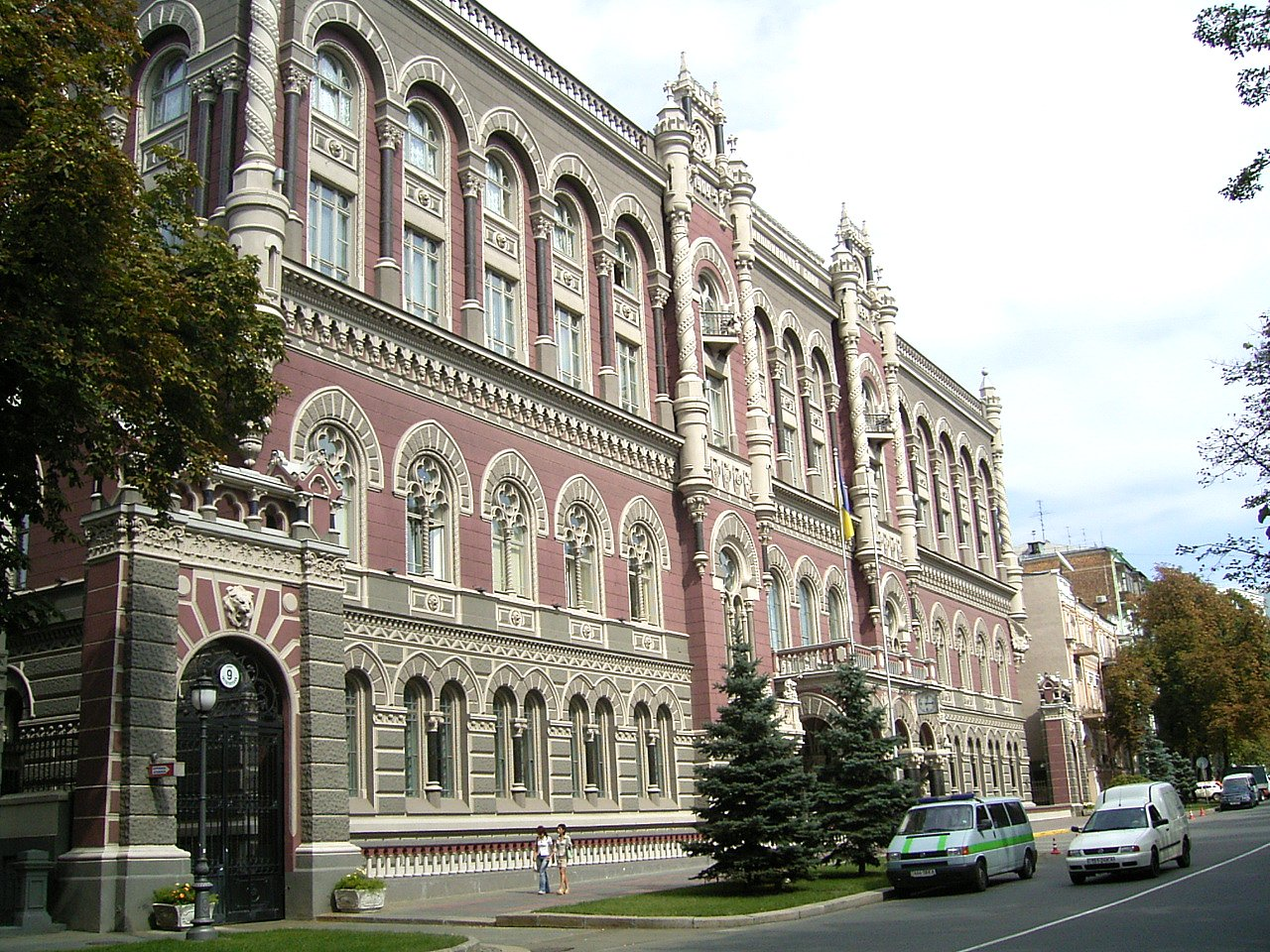
Будівля Національного банку України

  - аверс: Таран Володимир, Харук Олександр, Харук Сергій
  - реверс: Дем'яненко Володимир
- Скульптори: Дем'яненко Анатолій, Дем'яненко Володимир

## Вартість монети
Під час введення монети в обіг у 2013 році, Національний банк України реалізовував монету через свої філії за ціною 530 гривень.
Фактична приблизна вартість монети з роками змінювалася так:
| Рік        | 2014 | 2015 | 2016 | 2017  | 2018  | 2019 | 2020 | 2021  | 2022  | 2023  | 2024  | 2025  |
| ---------- | ---- | ---- | ---- | ----- | ----- | ---- | ---- | ----- | ----- | ----- | ----- | ----- |
| Ціна, грн. | 550  | 730  | 970  | 1 100 | 1 100 | 950  | 980  | 1 330 | 2 000 | 3 500 | 4 400 | 4 200 |